# Derek Boateng
Derek Owusu Boateng, född 2 maj 1983 i Accra, är en ghanansk före detta fotbollsspelare som spelade som mittfältare. Han har spelat i bland annat Panathinaikos FC, Beitar Jerusalem, AIK, FC Köln, Getafe och FC Dnipro Dnipropetrovsk. Han avslutade karriären efter en sejour i grekiska OFI Kreta. 
Boateng spelade ungdomsfotboll för Liberty Professionals i hemlandet Ghana. Som 16-åring skrev han på för grekiska Kalamata och därefter gick han till grekiska Superligan-klubben Panathinaikos. Efter att ha varit utlånad till OFI Kreta valde Boateng att gå till svenska AIK. Efter det blev det spel i israeliska Beitar Jerusalem. Därefter blev det en halvsäsong i tyska 1. FC Köln innan han sommaren 2009 gick till La Liga-klubben Getafe. Under sin första säsong i Getafe hjälpte han klubben till en imponerande sjätte plats samt en semifinalplats i Copa del Rey. Han spelade ytterligare en säsong för klubben då de även deltog i UEFA Europa League innan han valde att skriva på för ukrainska Dnipro Dnipropetrovsk. 
Den 22 maj 2013 skrev han på för Premier League-klubben Fulham som fri transfer. Han debuterade för Fulham i Premier League den 17 augusti 2013 i en 1–0-förlust på bortaplan mot Sunderland.
Boateng var uttagen i Ghanas VM-trupp 2006 där han gjorde inhopp och även spelade från start mot USA. Han spelade även mot Brasilien i åttondelsfinalen. Han var även med i Ghanas trupp vid fotbolls-VM 2010.